# Gila megye
Gila megye az Amerikai Egyesült Államokban, azon belül Arizona államban található. Megyeszékhelye Globe, legnagyobb városa Payson. Lakosainak száma 53 272 fő (2020. április 1.). Gila megye Coconino, Yavapai, Maricopa, Pinal, Graham és Navajo megyékkel határos.

## Népesség
A megye népességének változása:
| Lakosok száma | 53 514 | 53 478 | 53 071 | 53 053 | 53 159 | 53 272 |
|               | 2010   | 2011   | 2012   | 2013   | 2015   | 2020   |